# Karen Blixen
Baroness Karen von Blixen-Finecke (tiếng Đan Mạch: [kʰɑːɑn ˈb̥leɡ̊sn̩]; 17 tháng 4 năm 1885 - 7 tháng 9 năm 1962), nhũ danh Karen Christenze Dinesen, là một nhà văn người Đan Mạch. Bà cũng được biết đến với bút danh Isak Dinesen, và viết các tác phẩm bằng tiếng Đan Mạch, tiếng Pháp và tiếng Anh. Bà cũng có sử dụng các bút danh Tania Blixen, Osceola, và Pierre Andrézel.
Blixen được biết đến với tác phẩm Out of Africa, kể lại cuộc đời mình khi sống tại Kenya, và với một trong số các truyện ngắn mang tên Babette's Feast, cả hai trong số đó đã được chuyển thể thành các bộ phim đoạt giải Oscar. Ngoài ra bà có tác phẩm Seven Gothic Tales, được đặc biệt quan tâm tại Đan Mạch.
Peter Englund, thư ký thường trực của Viện Hàn lâm Thụy Điển, nhận xét việc Blixen không được trao giải Nobel Văn học trong thập kỷ 1930 là "một sai lầm". 
Mặc dù không bao giờ được trao giải thưởng trên, bà kết thúc ở vị trí thứ ba sau Graham Greene năm 1961, với Ivo Andrić giành giải này.

## Tác phẩm
- Tác phẩm của Karen Blixen tại Open LibraryOpen Library
- Works about Karen Blixen in libraries (WorldCat catalog)

Một số tác phẩm của Blixen được xuất bản sau khi bà mất, bao gồm những câu chuyện loại bỏ trước đó từ các bộ sưu tập trước và các bài tiểu luận mà bà đã viết cho những dịp khác nhau.
- The Hermits (1907, published in Tilskueren under the name Osceola)[3]
- The Ploughman (1907, published in a Danish journal under the name Osceola)
- The de Cats Family (1909, published in Tilskueren)
- The Revenge of Truth (1926, published in Denmark)
- Seven Gothic Tales (1934 in USA, 1935 in Denmark)
- Out of Africa (1937 in Denmark and England, 1938 in USA)
- Winter's Tales (1942)
- The Angelic Avengers (1946)
- Last Tales (1957)
- Anecdotes of Destiny (1958) (including Babette's Feast)[4]
- Shadows on the Grass (1960 in England and Denmark, 1961 in USA)
- Ehrengard (posthumous 1963, USA)
- Carnival: Entertainments and Posthumous Tales (posthumous 1977, USA)
- Daguerreotypes and Other Essays (posthumous 1979, USA)
- On Modern Marriage and Other Observations (posthumous 1986, USA)
- Letters from Africa, 1914–1931 (posthumous 1981, USA)
- Karen Blixen in Danmark: Breve 1931–1962 (posthumous 1996, Denmark)
- Karen Blixen i Afrika. En brevsamling, 1914–31 i IV bind (posthumous 2013, Denmark)